# Prostbach
Der Prostbach ist ein rund 2,1 Kilometer langer linker Nebenfluss des Lusenbaches in der Steiermark. Er entspringt südöstlich des Hauptortes von Hitzendorf, nordöstlich der Rotte Mayersdorf und südlich des Hofes Gratz und fließt zuerst in einen flachen Links- und dann in einen flachen Rechtsbogen und im unteren Verlauf relativ geradlinig insgesamt nach Südwesten. Südsüdöstlich des Hauptortes von Hitzendorf, südlich der Rotte Mayersdorf fließt er etwas östlich der L336 mit dem Gratregerbach zusammen, der danach als Lusenbach bezeichnet wird.